# Coleophora tremefacta
Coleophora tremefacta é uma espécie de mariposa do gênero Coleophora pertencente à família Coleophoridae.